# Nina Garsoïan

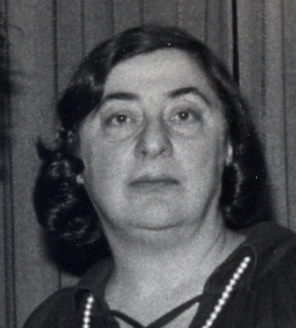
Nina Garsoïan

Nina G. Garsoïan (armenisch Նինա Գևորգի Գարսոյան, * 11. April 1923 in Paris; † 14. August 2022 in New York) war eine armenischstämmige Historikerin, die in Frankreich geboren wurde und in den Vereinigten Staaten wirkte.
Sie hatte sich auf die Geschichte Armeniens und Byzantinische Geschichte spezialisiert. 1969 war sie die erste Frau, die einen Lehrstuhl an der Columbia University als Historikerin erhielt und in der Folge wurde sie die erste Professorin auf dem Gevork M. Avedissian Chair in Armenian History and Civilization an der Columbia University. Von 1977 bis 1979 war sie Dekanin der Graduate School der Princeton University.

## Leben
Nina G. Garsoïan wurde am 11. April 1923 in Paris geboren. Ihre Eltern waren Armenier aus Nachitschewan am Don (heute: Rostow am Don) und Tbilisi. Sie zog 1933 nach New York. Sie erwarb 1943 einen Bachelor of Arts in Klassischer Archäologie am Bryn Mawr College und einen Master of Arts und einen Ph.D. an der Columbia University in Byzantinischer Geschichte, Geschichte des Nahen Ostens und Geschichte Armeniens. Sie erhielt ein Stipendium des Fulbright-Programms, um im Mechitaristen-Kloster San Lazzaro degli Armeni in Venedig zu studieren.
Garsoïan begann 1956 am Smith College zu unterrichten und 1962 an der Columbia University. 1969 wurde sie die erste Professorin im Department of History der Columbia University. Garsoïan wurde 1977 die erste Frau als Dekanin der Graduate School der Princeton University. Sie hatte dieses Amt bis 1979.
1979 wurde sie die erste Professorin auf dem Gevork M. Avedissian Chair in Armenian History and Civilization an der Columbia University. Sie ging 1993 in den Ruhestand und wurde Professor emerita.
Garsoïan war Direktorin der in Paris erscheinenden Revue des Études Arméniennes und Fellow der Medieval Academy of America und korrespondierende Mitglied der British Academy. Sie beteiligte sich auch am Byzantine Studies Symposium in Dumbarton Oaks, wo sie zweimal als Co-Direktor fungierte.
Garsoïan starb am 14. August 2022 im Alter von 99 Jahren.

## Veröffentlichungen
Garsoïan veröffentlichte zahlreiche Bücher und Artikel zur armenischen, byzantinischen und sassanidischen Geschichte. In ihren Publikationen betonte sie den iranisch/persischen Einfluss auf die armenische Geschichte.
Bücher
- The Paulician Heresy. Gruyter, Mouton, Den Haag 1967.
- mit Thomas F. Mathews und Robert W. Thomson: East of Byzantium. Syria and Armenia in the formative period. Dumbarton Oaks Center for Byzantine Studies, Trustees for Harvard Univ., Washington, D.C. 1982 (Konferenzband).
- Armenia between Byzantium and the Sasanians. Variorum Reprints, London 1985.
- L' Arménie et Byzance. Histoire et culture. Univ. de Paris I, Panthéon Sorbonne, Paris 1996.
- mit Jean-Pierre Mahé: Des Pathes au Califat. Quatre leçons sur la formation de l'identité arménienne. De Boccard, Paris 1997.
- L’Église arménienne et le grand schisme d'Orient. Peeters, Löwen 1999.
- Church and Culture in Early Medieval Armenia. Aldershot (u. a.), Ashgate Variorum 1999.
- Studies on the formation of Christian Armenia. Aldershot (u. a.), Ashgate Variorum 2010.
- De Vita Sua. Costa Mesa/Calif., Mazda Publishers 2011 (Autobiographie).
- Interregnum. Introduction to a study on the formation of Armenian identity (ca 600 - 750). Peeters, Löwen 2012.

Artikel
- Byzantine Heresy. A Reinterpretation. In: Dumbarton Oaks Papers. 25, 1971, S. 85–113.
- Secular jurisdiction over the Armenian church (fourth-seventh centuries). In: Harvard Ukrainian Studies. 7, 1983, S. 220–250.
- Byzantium and the Sasanians. In: Cambridge History of Iran. Cambridge 1983, S. 568–592.
- The problem of Armenian integration into the Byzantine empire. In: Studies on the internal diaspora of the Byzantine Empire. 1998, S. 53–124.

Übersetzungen
- Hakob Manandian: The trade and cities of Armenia in relation to ancient world trade. 1965.
- Nicholas Adontz: Armenia in the Period of Justinian. Calouste Gulbenkian Foundation 1970.
- Aram Ter-Ghevondyan: The Arab Emirates in Bagratid Armenia. Livraria Bertrand 1976.
- The Epic Histories Attributed to Pʻawstos Buzand (Buzandaran Patmutʻiwnkʻ). Harvard University Press, Cambridge, Mass. 1989.